# جوليا تشو
جوليا تشو (بالإنجليزية: Julia Cho)‏ هي كاتبة سيناريو أمريكية، ولدت في 1975 في لوس أنجلوس في الولايات المتحدة.

## وصلات خارجية
- جوليا تشو على موقع IMDb (الإنجليزية)
- جوليا تشو على موقع قاعدة بيانات برودواي على الإنترنت (الإنجليزية)
- جوليا تشو على موقع قاعدة بيانات الفيلم (الإنجليزية)
- جوليا تشو على موقع كينوبويسك (الروسية)